# Усть-Кова
Усть-Кова (Кова) — упразднённая деревня в Кежемском районе Красноярского края Российской Федерации.

## География
Располагалась в месте впадения реки Кова в Ангару. Затоплена водохранилищем при строительстве Богучанской ГЭС.

## История
В 1908 году в деревне был слышен шум от пролетающего Тунгусского метеорита.
В июне 1948 года из Кретинга и Клайпеды, а также из района Сувалкия прибыло около 1000 литовцев. До их прибытия здесь проживало несколько русских семей. В течение нескольких лет литовцы жили в церкви и в нескольких старых зданиях, некоторые семьи были помещены в заброшенные дома.  В 1958 году литовцы начали возвращаться в Литву.
В 1977 году в деревне находился бакенский пост.

## Достопримечательности
- У деревни была обнаружена многослойная (палеолит, мезолит) стоянка Усть-Кова I[4]. При подготовке деревни к затоплению проводились археологические работы[5]. Обнаружены изделия из железа и бронзы, погребение с трупосожжением. Орнамент керамики Усть-Ковы выполнен тонкими острорёберными жгутиками в сочетании с вертикальными оттисками плоского штампа. Для первого слоя стоянки Усть-Кова получена радиоуглеродная дата 2450+50 (ГИН-252) лет[6].

- Недалеко от деревни располагалось Чёртово кладбище, бывшее популярным среди любителей паранормальных явлений[7]. Согласно уфологу Евгению Никитину, в 2014 году оно было затоплено водами Богучанского водохранилища.